# Makreelgeep
De makreelgeep (Scomberesox saurus) is een straalvinnige vis uit de familie van makreelgepen (Scomberesocidae), orde van geepachtigen (Beloniformes). De vis is gemiddeld 32 centimeter, maar kan een lengte bereiken van 50 centimeter.
Er worden twee ondersoorten onderscheiden: de Atlantische makreelgeep Scomberesox saurus suarus (ten noorden van de evenaar) en Scomberesox saurus scombroides (Richardson, 1843) die in alle oceanen ten zuiden van de evenaar voorkomt.

## Leefomgeving
De Atlantische makreelgeep leeft in de Atlantische Oceaan ten noorden van de evenaar. Zij zwemmen in scholen aan het oppervlak (tot maximaal 30 meter diep) in de open oceaan (in de pelagische zone). Zij leven daar van zoöplankton en vislarven. Ze worden veel gegeten door roofvissen als tonijn, marlijn en kabeljauw, maar ook door dolfijnen. Als zij door predatoren worden achtervolgd, springen zij op uit het water.

## Relatie tot de mens
Voor de beroepsvisserij is deze vis van weinig belang. Atlantische makreelgepen komen soms voor in de Noordzee, maar zijn slechts sporadisch waargenomen aan de kust van de Lage Landen.